# Fatma Charfi
Fatma Charfi ou Fatma Charfi M’Seddi, née le 29 janvier 1955 à Sfax et morte le 9 mai 2018 à Vevey, est une artiste plasticienne tuniso-suisse. Ses œuvres sont constituées de sculptures, de photographies, d'installations, de peintures, de performances et de vidéos.

## Biographie
Fatma Charfi est née à Sfax en Tunisie en 1955, comme unique fille d'une fratrie de huit enfants. Elle fréquente l'Institut supérieur des beaux-arts de Tunis, puis poursuit sa formation en Pologne en 1977, en tant que stagiaire dans la production de dessins animés. Elle reprend des études en France en 1980 et obtient un doctorat en esthétique et sciences de l'art à l'université Panthéon-Sorbonne en 1985, avec une thèse dirigée par René Passeron et intitulée L'eau, élément de jeu, pour l'enfant : propositions de jeux d'eau associée à la couleur et à l'argile,. En 1986, elle s'installe à Berne en Suisse et travaille à Genève,.
En 1999, elle reçoit le prix du jury de la Biennale internationale d'art contemporain à Alexandrie en Égypte. En 2000, elle participe à la Biennale de Dakar, où est la première artiste féminine à remporter le grand prix Léopold-Sédar-Sengor. Elle expose une nouvelle fois à Dak'art en 2004. En 2010, son travail est à nouveau présenté dans le cadre de l'exposition Rétrospective de cette biennale.
Elle meurt le 9 mai 2018 à Vevey des suites d'un cancer.

## Travaux
Le travail artistique de Fatma Charfi est étroitement liée à une réflexion sur la nature humaine, l'identité, le rôle des femmes et leur position dans la société. Les entrevues avec l'artiste elle-même font souvent référence à des informations biographiques. Ses œuvres rappellent quelquefois sa situation d'artiste d'origine tunisienne résidant à l'étranger, la neutralité de la Suisse, son pays d'adoption (elle a la double nationalité tunisienne et suisse), et les difficultés de s'exprimer, d'être écoutée et d'être acceptée en tant que femme, mais aussi les thèmes de l'égalité des sexes, de la diaspora africaine, de l'art contemporain africain.

### Œuvres

#### Abérics
Les œuvres de Fatma Charfi sont constituées de sculptures, de photographies, d'installations, de peintures, de performances et de vidéos. Plusieurs de ses œuvres sont peuplées par des Abérics (Abrouk au singulier), des petites figures humaines, des homoncules stylisés et métamorphiques qui ressemblent à la fois à l'homme et à de petits insectes. Ils symbolisent tout à la fois la condition humaine et le fourmillement des sentiments. Dans ses œuvres, les Abérics sont placés dans des récipients et des boîtes, comme s'ils étaient stockés et classés. D'autres fois, ils sont pris au piège sous les couches de plastique transparent, de filets ou de ouate de coton.

#### Sélection d'œuvres
- Crying of Child, vidéo
- Abrouk, vidéo
- Réseaux Abérics, installation et vidéo : série de panneaux contrecollés et attachés ensemble, à l'intérieur de laquelle sont placés les Abérics[13]
- Laboratory of peace, photographie, installation, performance et vidéo, 2004-2010
- Fatma is not laughing, photographie
- Fatma is laughing, photographie
- Fatma's hand, photographie
- Suiss-Abruck-Art, photographie
- Série Compartement, sculpture
- Coleur, sculpture
- Abrocopie, sculpture
- Série Movement, sculpture
- Horizontal, sculpture
- Série Bandes d'images, sculpture
- Tubes et Aberies, sculpture
- CD, sculpture
- Labrotary of medals, sculpture

### Expositions

#### Expositions personnelles
Durant sa carrière, elle organise une dizaine d'expositions personnelles, présentant ses œuvres à la galerie Yahia (1993) et à la maison des arts (1999) de Tunis, ainsi qu'à la galerie Abdelaziz-Gorgi de Sidi Bou Saïd (2009).
Elle expose également en Suisse, à Lausanne (1994 à Filambule et 2006 au CHUV), Lucerne (1994), Genève (1995) et Berne (1995, 1998, 2001 au Kunstkeller Bern et 2002 à la Stadtgalerie - Stadttheater (de)), et aux États-Unis, au musée d'art de Baltimore (2007).

#### Expositions collectives
En plus de ses expositions personnelles, elle participe à près de 80 expositions collectives, aussi bien en Tunisie (notamment au palais Kheireddine en 2000, 2004 et 2010, à la galerie Ammar-Farhat en 2008 et à la galerie Abdelaziz-Gorgi en 2014) et en Suisse (notamment au musée de la main et au musée du design de Zurich en 1997, au musée cantonal des beaux-arts de Lausanne, et à la Kunsthalle de Berne en 1999, à l'Académie suisse des sciences naturelles en 2001, à l'Office des Nations unies à Genève en 2010 et au Centre Paul-Klee en 2014) qu'à l'étranger.
Ses œuvres sont ainsi présentées aux États-Unis (notamment au musée d'art contemporain (en) de Saint-Louis, à la galerie de l'université du Colorado à Boulder en 2003, à la galerie Miller de l'université Carnegie-Mellon (en) de Pittsburgh en 2004 et à la galerie Blaffer (en) de Houston en 2006), mais aussi au Sénégal (Biennale de Dakar 1998, 2000, 2002, 2004 et 2010), en Allemagne (exposition universelle de 2000, HMKV (de) en 2004 et Kunsthalle Dominikanerkirche en 2007), au Danemark (KUNSTEN Museum of Modern Art Aalborg), au Maroc, en France, en Belgique, en Grèce, en Italie, aux Émirats arabes unis, en Égypte, en Espagne, en Suède et aux Pays-Bas.

#### Expositions posthumes
Deux expositions posthumes sont organisées à Tunis en 2018 : Être avec à l'initiative de l'ambassade de Suisse en Tunisie et 40e jour du décès de l'artiste à la Cité de la culture sous le patronage du ministre de la Culture.